# نوغاليس
نوغاليس (بالإنجليزية: Nogales, Arizona)‏ هي مدينة تقع في مقاطعة سانتا كروز، أريزونا بولاية أريزونا في الولايات المتحدة. تبلغ مساحتها 53.9 (كم²)، وترتفع عن سطح البحر 1168 م، بلغ عدد سكانها 20837 نسمة في عام 2010 حسب إحصاء مكتب تعداد الولايات المتحدة وتصل الكثافة السكانية فيها 386.5 نسمة/كم2.

## التركيبة السكانية
حدّد مكتب تعداد الولايات المتحدة بيانات التركيبة السكانية لنوغاليس في تعداد الولايات المتحدة. في ما يلي، التركيبة السكانية حسب تعدادي 2000 و2010.

### تعداد عام 2000
بلغ عدد سكان نوغاليس 20,878 نسمة بحسب تعداد عام 2000، وبلغ عدد الأسر 5,985 أسرة وعدد العائلات 4,937 عائلة مقيمة في المدينة. في حين سجلت الكثافة السكانية 386.9 نسمة لكل كيلومتر مربع (1,002.1/ميل2). وبلغ عدد الوحدات السكنية 6,501 وحدة بمتوسط كثافة قدره 120.5 لكل كيلومتر مربع (312.1/ميل2).
وتوزع التركيب العرقي للمدينة بنسبة 77.83% من البيض و0.37% من الأمريكيين الأفارقة و0.57% من الأمريكيين الأصليين و0.32% من الأمريكيين ذوي الأصول الآسيوية و0.07% من سكان جزر المحيط الهادئ و17.97% من الأعراق الأخرى و2.86% من عرقين مختلطين أو أكثر و93.59% من الهسبانيون أو اللاتينيون من أي عرق.
بلغ عدد الأسر 5,985 أسرة كانت نسبة 56.4% منها لديها أطفال تحت سن الثامنة عشر تعيش معهم، وبلغت نسبة الأزواج القاطنين مع بعضهم البعض 56.3% من أصل المجموع الكلي للأسر، ونسبة 21.9% من الأسر كان لديها معيلات من الإناث دون وجود شريك، بينما كانت نسبة 4.4% من الأسر لديها معيلون من الذكور دون وجود شريكة وكانت نسبة 17.5% من غير العائلات. تألفت نسبة 15.1% من أصل جميع الأسر من عدة أفراد يعيشون في نفس المنزل ونسبة 7.6% كانت تتألف من شخص يعيش بمفرده يبلغ من العمر 65 عاماً أو أكثر. وبلغ متوسط حجم الأسرة المعيشية 3.45، أما متوسط حجم العائلات فبلغ 3.86.
بلغ العمر الوسطي للسكان 29.8 عاماً. وكانت نسبة 34.5% من القاطنين تحت سن الثامنة عشر، وكانت نسبة 9.4% بين الثامنة عشر والرابعة والعشرين عاماً، ونسبة 25.4% كانت واقعةً في الفئة العمرية ما بين الخامسة والعشرين والرابعة والأربعين عاماً، ونسبة 19.3% كانت ما بين الخامسة والأربعين والرابعة والستين، ونسبة 10.4% كانت ضمن فئة الخامسة والستين عاماً فما فوق. يوجد لكل 100 أنثى 88.1 ذكر، ويوجد لكل 100 أنثى في الثامنة عشر من عمرها فما فوق 81.3 ذكر.
بلغ متوسط دخل الأسرة في المدينة 22,306 دولارًا، أما متوسط دخل العائلة فبلغ 24,637 دولارًا. وكان متوسط دخل الذكور 24,636 دولارًا مقابل 18,403 دولارًا للإناث. وسجل دخل الفرد الخاص بالمدينة 10,178 دولارًا. وكانت نسبة 30.8% من العائلات ونسبة 33.9% من السكان تحت خط الفقر، وكان من هؤلاء نسبة 41.3% تحت سن الثامنة عشر ونسبة 32.9% في الخامسة والستين من العمر وما فوق.

### تعداد عام 2010
بلغ عدد سكان نوغاليس 20,837 نسمة بحسب تعداد عام 2010، وبلغ عدد الأسر 6,601 أسرة وعدد العائلات 5,114 عائلة مقيمة في المدينة. في حين سجلت الكثافة السكانية 386.2 نسمة لكل كيلومتر مربع (1,000.3/ميل2). وبلغ عدد الوحدات السكنية 7,260 وحدة بمتوسط كثافة قدره 134.5 لكل كيلومتر مربع (348.4/ميل2).
وتوزع التركيب العرقي للمدينة بنسبة 71.67% من البيض و0.36% من الأمريكيين الأفارقة و0.67% من الأمريكيين الأصليين و0.60% من الأمريكيين ذوي الأصول الآسيوية و0.02% من سكان جزر المحيط الهادئ و24.28% من الأعراق الأخرى و2.39% من عرقين مختلطين أو أكثر و94.99% من الهسبانيون أو اللاتينيون من أي عرق.
بلغ عدد الأسر 6,601 أسرة كانت نسبة 48.1% منها لديها أطفال تحت سن الثامنة عشر تعيش معهم، وبلغت نسبة الأزواج القاطنين مع بعضهم البعض 47.9% من أصل المجموع الكلي للأسر، ونسبة 24.2% من الأسر كان لديها معيلات من الإناث دون وجود شريك، بينما كانت نسبة 5.4% من الأسر لديها معيلون من الذكور دون وجود شريكة وكانت نسبة 22.5% من غير العائلات. تألفت نسبة 20.3% من أصل جميع الأسر من عدة أفراد يعيشون في نفس المنزل ونسبة 9.9% كانت تتألف من شخص يعيش بمفرده يبلغ من العمر 65 عاماً أو أكثر. وبلغ متوسط حجم الأسرة المعيشية 3.12، أما متوسط حجم العائلات فبلغ 3.62.
بلغ العمر الوسطي للسكان 34.0 عاماً. وكانت نسبة 31.8% من القاطنين تحت سن الثامنة عشر، وكانت نسبة 9.3% بين الثامنة عشر والرابعة والعشرين عاماً، ونسبة 20.9% كانت واقعةً في الفئة العمرية ما بين الخامسة والعشرين والرابعة والأربعين عاماً، ونسبة 24.2% كانت ما بين الخامسة والأربعين والرابعة والستين، ونسبة 13.8% كانت ضمن فئة الخامسة والستين عاماً فما فوق. وتوزع التركيب الجنسي للسكان بنسبة 46% ذكور و54% إناث.

## المناخ
يظهر الجدول التالي التغييرات المناخية على مدار السنة لنوغاليس:
| البيانات المناخية لـنوغاليس       | البيانات المناخية لـنوغاليس | البيانات المناخية لـنوغاليس | البيانات المناخية لـنوغاليس | البيانات المناخية لـنوغاليس | البيانات المناخية لـنوغاليس | البيانات المناخية لـنوغاليس | البيانات المناخية لـنوغاليس | البيانات المناخية لـنوغاليس | البيانات المناخية لـنوغاليس | البيانات المناخية لـنوغاليس | البيانات المناخية لـنوغاليس | البيانات المناخية لـنوغاليس | البيانات المناخية لـنوغاليس |
| الشهر                             | يناير                       | فبراير                      | مارس                        | أبريل                       | مايو                        | يونيو                       | يوليو                       | أغسطس                       | سبتمبر                      | أكتوبر                      | نوفمبر                      | ديسمبر                      | المعدل السنوي               |
| --------------------------------- | --------------------------- | --------------------------- | --------------------------- | --------------------------- | --------------------------- | --------------------------- | --------------------------- | --------------------------- | --------------------------- | --------------------------- | --------------------------- | --------------------------- | --------------------------- |
| الدرجة القصوى °ف (°م)             | 88 (31)                     | 89 (32)                     | 95 (35)                     | 100 (38)                    | 107 (42)                    | 112 (44)                    | 109 (43)                    | 108 (42)                    | 105 (41)                    | 101 (38)                    | 93 (34)                     | 84 (29)                     | 112 (44)                    |
| متوسط درجة الحرارة الكبرى °ف (°م) | 63.3 (17.4)                 | 66.7 (19.3)                 | 70.8 (21.6)                 | 78.0 (25.6)                 | 85.5 (29.7)                 | 94.6 (34.8)                 | 93.7 (34.3)                 | 91.1 (32.8)                 | 89.5 (31.9)                 | 82.1 (27.8)                 | 72.4 (22.4)                 | 64.7 (18.2)                 | 79.3 (26.3)                 |
| متوسط درجة الحرارة الصغرى °ف (°م) | 28.8 (−1.8)                 | 30.9 (−0.6)                 | 34.7 (1.5)                  | 40.0 (4.4)                  | 46.4 (8.0)                  | 56.3 (13.5)                 | 64.6 (18.1)                 | 62.3 (16.8)                 | 56.3 (13.5)                 | 44.8 (7.1)                  | 34.3 (1.3)                  | 29.6 (−1.3)                 | 44.1 (6.7)                  |
| أدنى درجة حرارة °ف (°م)           | 6 (−14)                     | 9 (−13)                     | 13 (−11)                    | 7 (−14)                     | 24 (−4)                     | 34 (1)                      | 44 (7)                      | 40 (4)                      | 30 (−1)                     | 19 (−7)                     | 8 (−13)                     | −4 (−20)                    | −4 (−20)                    |
| الهطول إنش (مم)                   | 1.02 (26)                   | 0.86 (22)                   | 0.84 (21)                   | 0.28 (7.1)                  | 0.16 (4.1)                  | 0.42 (11)                   | 4.14 (105)                  | 3.85 (98)                   | 1.63 (41)                   | 0.89 (23)                   | 0.73 (19)                   | 1.18 (30)                   | 16 (407.2)                  |
| متوسط تساقط الثلوج إنش (سم)       | 0.6 (1.5)                   | 0.6 (1.5)                   | 0.6 (1.5)                   | 0.2 (0.51)                  | 0.0 (0.0)                   | 0.0 (0.0)                   | 0.0 (0.0)                   | 0.0 (0.0)                   | 0.0 (0.0)                   | 0.1 (0.25)                  | 0.2 (0.51)                  | 0.8 (2.0)                   | 3.1 (7.9)                   |
| المصدر #1:                        |                             |                             |                             |                             |                             |                             |                             |                             |                             |                             |                             |                             |                             |
| المصدر #2: (for extremes)         |                             |                             |                             |                             |                             |                             |                             |                             |                             |                             |                             |                             |                             |

## توأمة
لنوغاليس اتفاقيات توأمة مع:
- قندهار

## أعلام
- ألبرتو ريوس
- بيني غونزاليس
- جيمس ألان سوتو
- داني فيلا
- أليكس بيم
- ماركو أ. هيرنانديز
- جيل هيريديا

## وصلات خارجية
- www.nogalesaz.gov